# Sudden death
Sudden death (engelska: "plötslig död") är en metod för att avgöra en match i spel som bandy, innebandy, ishockey eller amerikansk fotboll, som måste få en vinnare. Vid oavgjort vid full tid vidtar en förlängning tills ett avgörande mål kommer. Det lag som gör det första målet under förlängningen vinner alltså matchen och den avslutas därmed.
I fotboll använde man på internationell nivå från 1996 till 2003 beteckningen Golden goal med motsvarande betydelse. Från 2003 till 2004 använde man i stället Silver goal, en metod där förlängningen inte avslutas när det blir mål.
I amerikansk fotboll använder NFL ett modifierat sudden death-system i grundserien. Före 1974 slutade oavgjorda grundseriematcher oavgjort. Frånsett uppvisningsmatcher, inträffade sudden death första gången i NFL-mästerskapet 1958.
I golf kan man i matchspel tillämpa sudden death vid oavgjort. I lagtävlingar har systemet bland annat kommit att tillämpas i Ryder Cup och Presidents Cup. I Presidents Cup 2003 var resultatet ännu oavgjort vid skymningen, och ingen extra speldag fanns att tillgå. Då gick båda lagkaptenerna med på att skippa sudden death, förklara matchen oavgjord och dela titeln.

### Fotnoter
1. ↑  Gifford and Richmond, pg. 210
2. ↑  Brennan, Christine (25 november 2003). ”Els-Woods playoff unable to settle Presidents Cup”. USA Today. http://www.usatoday.com/sports/golf/2003-11-23-presidents-cup-day4_x.htm. Läst 29 januari 2009.